# Eielson Air Force Base

i7
i11
i13

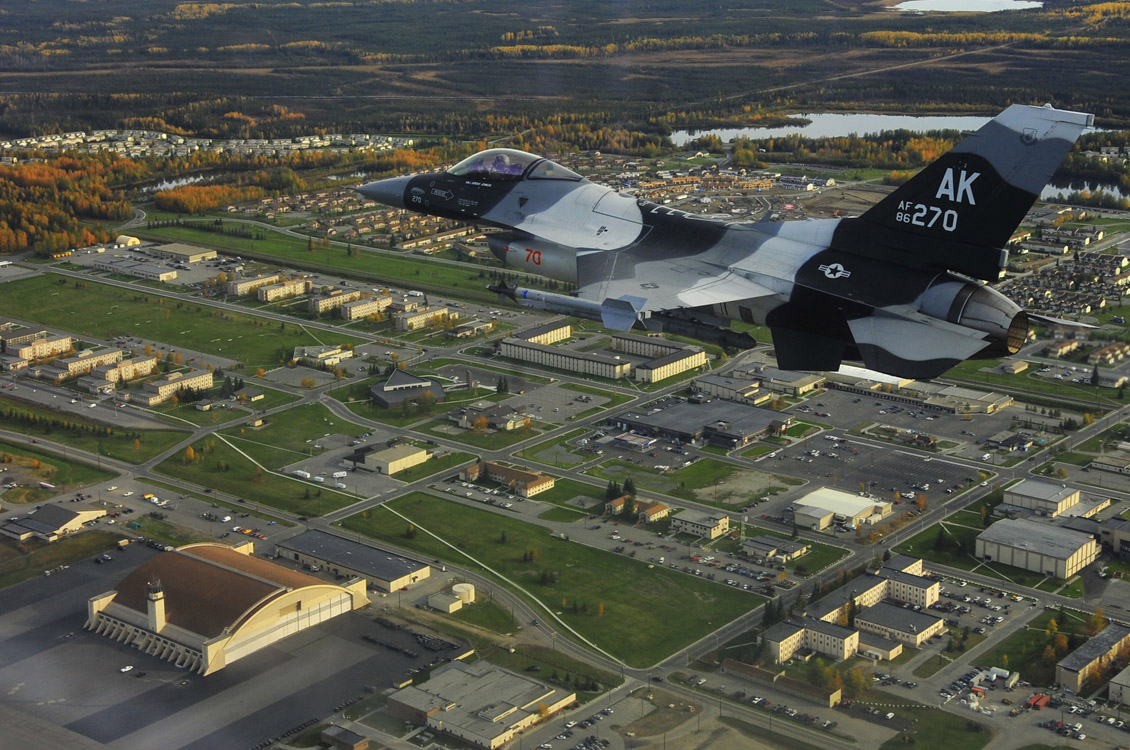
F-16 als "Agressor" über der Eielson Air Force Base (2009)

Die Eielson Air Force Base (IATA-Code: EIL, ICAO-Code: PAEI) ist ein Militärflugplatz der United States Air Force in Alaska. Der Flugplatz befindet sich südöstlich von Fairbanks und wurde nach Carl Ben Eielson benannt. Seit 1989 ist die Base im Superfund, da das Grundwasser stark belastet ist. Die wichtigste Einheit auf dem Fliegerhorst sind das 354th Tactical Fighter Wing der US Air Force, das der Eleventh Air Force auf der Joint Base Elmendorf–Richardson unterstellt ist. Daneben liegen hier das 168th Air Refueling Wing und 176th Wing der Alaska Air National Guard.

## Geschichte
Nach der Nuklearkatastrophe von Fukushima wurde zeitweise eine WC-135 Constant Phoenix der 45th Reconnaissance Squadron auf der Eielson Air Force Base stationiert.

## Heutige Nutzung
Neben diversen nicht fliegenden Verbänden sind hier zurzeit folgende Verbände stationiert:
- 354th Fighter Wing mit drei fliegenden Staffeln, der 18th Fighter Interceptor Squadron (bis 2024 als Agressorstaffel, seither QRA, ausgerüstet mit F-16C/D)[5], der 355th und der 356th Fighter Squadron (ausgerüstet mit F-35A, seit 2020 bzw. 2017).[6][7]
- 168th Air Refueling Wing mit einer Luftbetankungs-Staffel, der 168th Air Refueling Squadron ausgerüstet mit Boeing KC-135 Stratotankern.
- 176th Wing mit einer Luftrettungs-Staffel, der 210th Rescue Squadron ausgerüstet mit HH-60G Helikoptern.